# Eisstau
Ein Eisstau ist eine Ansammlung von Eisschollen, die durch Eisgang im Fluss entstehen kann. Dabei verkanten sich die Schollen an einem Hindernis derart, dass sich das Eis stellt und das Weiterfließen des Wassers unter dem Eis behindert oder im Extremfall unmöglich wird. So kommt es flussaufwärts zu Hochwasser, während an die Eisstaustelle immer mehr Eisschollen getrieben werden. Dadurch erhöht sich die Mauer des Eises und der Eisstau verlängert sich entgegen der Stromrichtung. Der Wasserstand im Eisstau und oberhalb steigt. Eisschollen werden über die Ufer geschoben und bedrohen potenziell die Standfestigkeit von Brücken und Häusern.

## Vorkommen
In Westsibirien entlang des Ob kommt es regelmäßig zu Eisstaus, weil das Eis des nach Norden fließenden Gewässers flussabwärts später im Jahr auftaut als weiter südlich. 
Auch der mittelsibirische Strom Lena wird in der frühsommerlichen Schmelzperiode (Mai/Juni) zum reißenden Strom. Dabei steigt der Pegel bis zu 25 Meter an. Besonders verheerende Auswirkungen hatten dabei Eisstauungen, in deren Folge im Mai 2001 unter anderem die Stadt Lensk verwüstet wurde und große Teile von Jakutsk unter Wasser standen.
Auf dem Rhein kam es im extremen Winter 1783/84 zu einem Eisstau während des Rheinhochwassers 1784.
Am 29. März 1848 legte ein Eisstau die Niagarafälle trocken.